# 斯科特连续性
在数学中，在偏序集合P和Q之间的单调函数
f : P → Q
是Scott-连续的，如果它保存所有有向上确界，就是说，对于所有有向集合D，有着上确界sup(D)在 P中，则集合{f(x) | x ∈ D} 
有上确界f(sup(D))在Q中。 
这实际上等价于在各自的偏序集合上关于斯科特拓扑是连续的。